# Polythyron

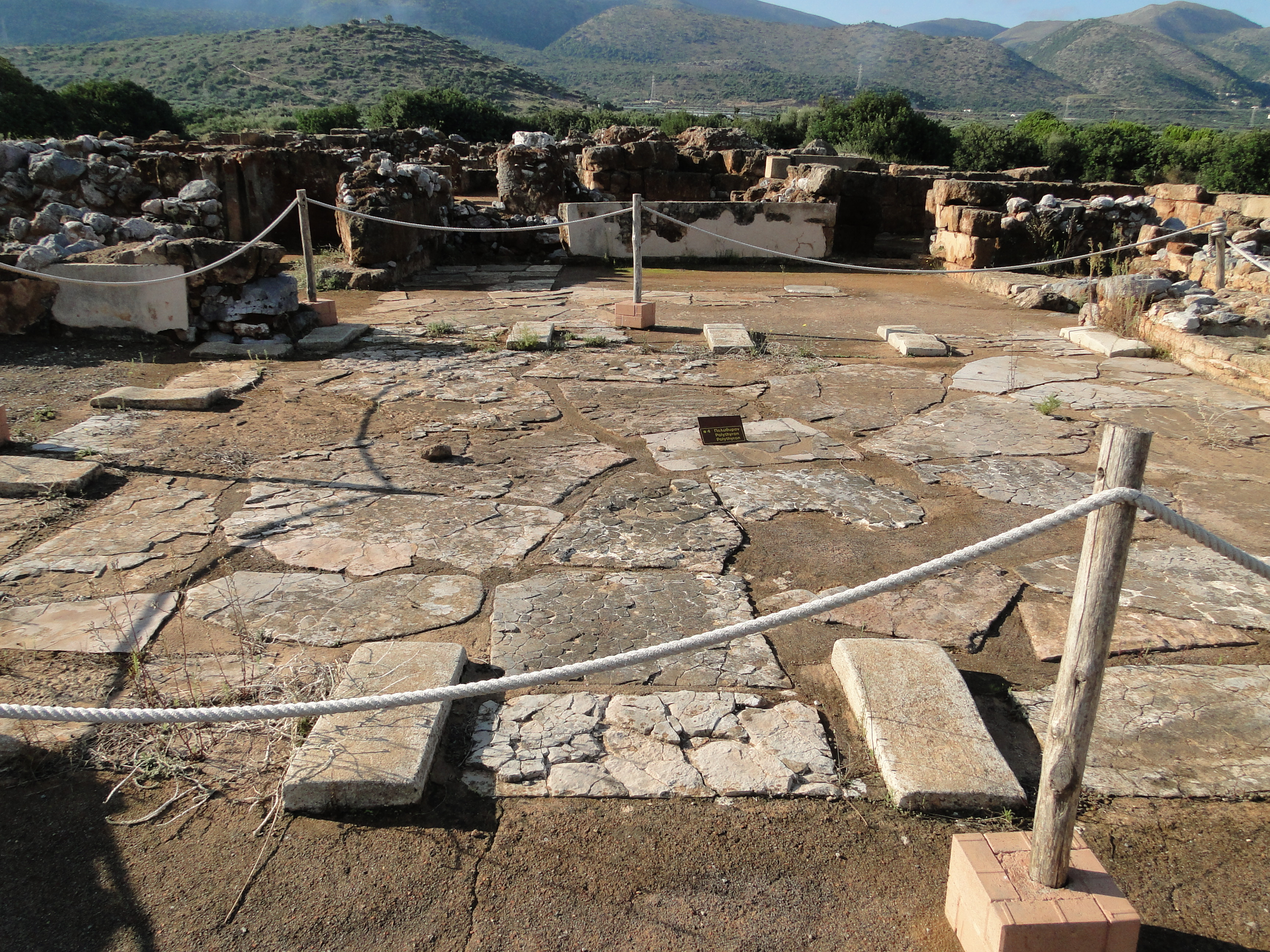
Restos del polythyron del palacio de Malia.

El polythyron (en plural, polythyra) es un elemento arquitectónico de la Edad del Bronce característico de la civilización minoica. Su mayor difusión se dio en el periodo neopalacial. Se trata de una sala que tiene en uno o más lados un sistema de puertas múltiple. 
Consiste en un sistema de puertas dobles cuyo número y dimensiones puede ser variable, habitualmente de madera pero en algunos casos con partes de piedra. En las excavaciones arqueológicas este elemento suele reconocerse por la identificación de las basas de las pilastras que tienen una forma de una T doble o simple dispuestas en línea y separadas por el espacio donde estaba la puerta.
La función del polythyron ha sido motivo de debate: algunos estudiosos piensan que se trata de un elemento puramente arquitectónico que favorecería la transmisión de luz y la circulación del aire en el edificio. Se ha sugerido la hipótesis de que sobre las puertas habría una especie de ventanas siempre abiertas que permitirían la circulación del aire incluso aunque estuvieran las puertas cerradas pero esto no ha podido ser verificado.  Otros atribuyen a este espacio una función religiosa ya que a menudo estas estructuras están asociadas a las llamadas «piscinas lustrales» y en algunos casos se han encontrado en ellos objetos destinados al culto.
Es un elemento que es habitual en los palacios minoicos, pero no solo se encuentra presente en ellos, sino también en villas y otros edificios privados. Hay ejemplos de esta estructura en los yacimientos cretenses de Cnoso, Malia, Festo, Galatás, Niru Jani, Vatípetro, Kommós, Hagia Triada, Sklavókampos, Amniso, Tiliso, Palekastro, Zakro, Ajladia, Jania y Nerokuros, además de en Acrotiri, que es el único lugar exterior de Creta donde se ha hallado. Los que pertenecen al barrio Mu de Malia y al primer palacio de Festo son los más antiguos conocidos, mientras el resto pertenecen al periodo neopalacial.